# Eberhard Nachmann
Eberhard Nachmann (* 7. November 1919 in Bochum; † 17. Juni 2006 in Wietze) war ein deutscher Kommunalpolitiker und Jurist. Er beteiligte sich am Widerstand gegen die Nationalsozialistische Gewaltherrschaft. Im Zuge des Aufstandes des 17. Juni in der Deutschen Demokratischen Republik wurde er zu einer langjährigen Haftstrafe verurteilt.

## Leben
Nachmann besuchte in den 1930er Jahren das staatliche Gymnasium in Bochum. Am 12. November 1938 wurde er durch die Gestapo verhaftet. Eine weitere Verhaftung diesmal der gesamten Familie erfolgte am 30. Juni 1942. Gemeinsam mit seinen Eltern wurde er im August 1942 auf der Basis des Gesetzes zum Schutz von Volk und Staat zu einer zehnmonatigen Haftstrafe verurteilt. Sein Vater Leo Nachmann wurde gleichfalls zu zehn Monaten, seine Mutter zu acht Monaten verurteilt. Es folgten Gefängnis- und  Lageraufenthalte in Bochum, Dortmund und Magdeburg. Er gehörte zur Widerstandsgruppe um Otto Wachhorst und Karl Nieswandt gegen die Nationalsozialistische Gewaltherrschaft. 1944 war er zu seiner Mutter nach Gommern gezogen. Er musste im Zwangsarbeiterlager in Burg arbeiten und überlebte im April 1945 einen Bombeneinschlag im Lager. Nachdem die Rote Armee Gommern am 4. Mai 1945 eingenommen hatte, wurde Nachmann am 17. Mai 1945 zum Bürgermeister von Gommern bestimmt, jedoch bereits am 27. Juli 1945 durch den Kommunisten Walter Krenzke ersetzt.
Nachmann gehörte der SPD an, trat jedoch aus der Partei aus und wurde im Juni 1946 Mitglied der CDU. Im Herbst 1946 begann er ein Studium der Rechtswissenschaften an der Universität Halle. Hier heiratete er auch. 1950 legte er das erste juristische Staatsexamen ab und zog wieder nach Gommern, wo er in der heutigen Walther-Rathenau-Straße 6 wohnte. Sein Referendariat absolvierte er in Magdeburg. Im März 1953 absolvierte er das zweite juristische Staatsexamen. Er erhielt jedoch keine Zulassung als Rechtsanwalt. Er war als Abwicklungsbeauftragter für illegal in die Bundesrepublik Deutschland ausgereiste Rechtsanwälte tätig.
Am 17. Juni 1953 beteiligte er sich am Volksaufstand in der DDR. Bei seiner Heimkehr aus Magdeburg sah er, wie Bürger Gefangene aus dem Gefängnis in der nahegelegenen Wasserburg Gommern befreiten. Er beteiligte sich hieran, wobei er nur in den Besitz von Zellenschlüsseln gelangte, in denen niemand mehr inhaftiert war. Er unterschrieb jedoch mehrere Entlassungspapiere. Hierfür wurde er am 9. Juli 1953 zu sechs Jahren Zuchthaus verurteilt. In der Haft erkrankte er an Tuberkulose, seine erste Ehe scheiterte. Er wurde am 14. September 1957 aus der Haft entlassen und floh dann in die Bundesrepublik, wo er erneut heiratete. Von 1957 bis 1983 arbeitete er zunächst am Kammergericht in West-Berlin und dann, befasst mit Umsiedlerangelegenheiten beim West-Berliner Senat. Er lebte in Berlin-Lichterfelde.

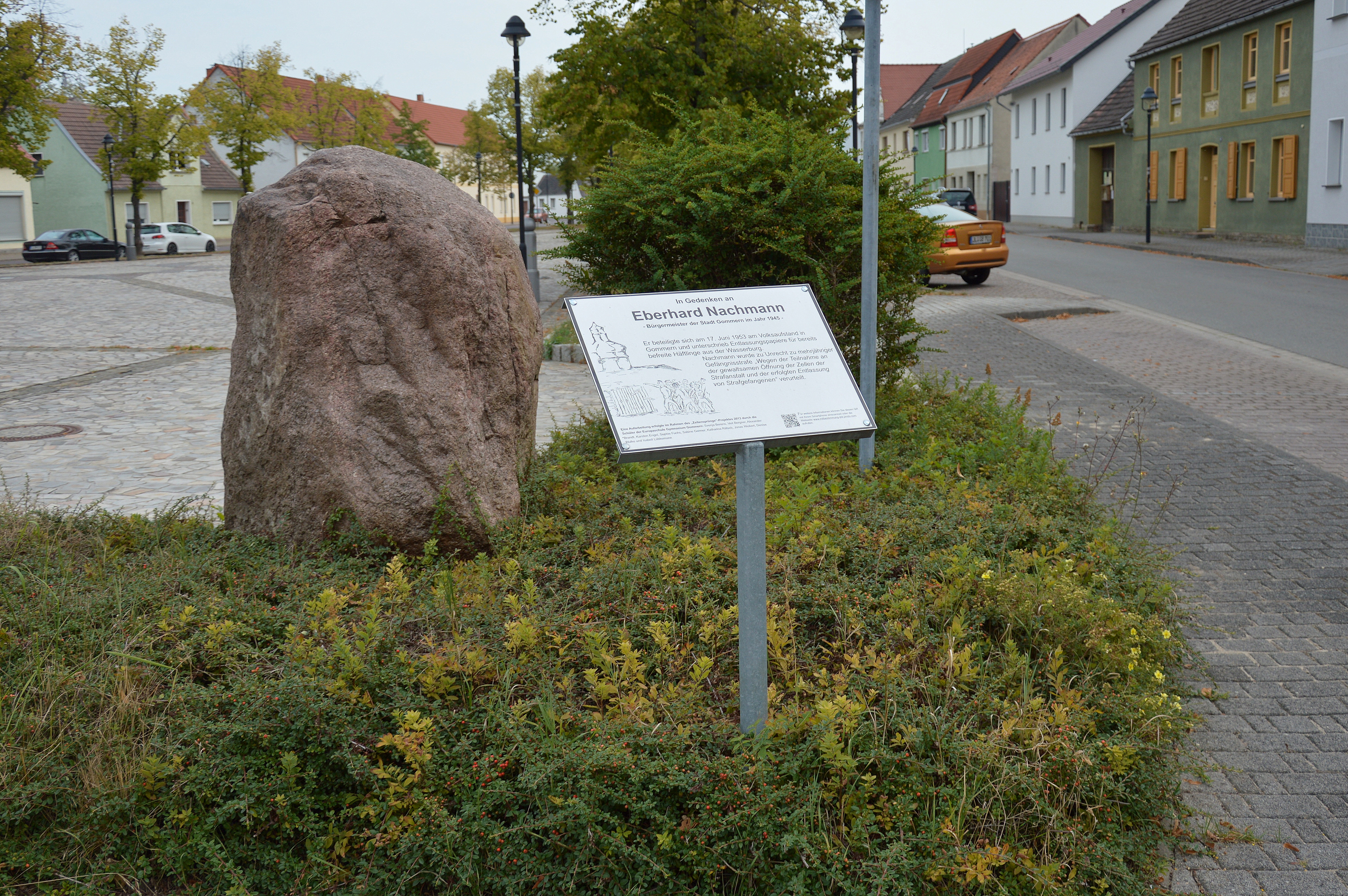
Gedenktafel in Gommern

## Ehrungen
Die Stadt Gommern stellte ihm zu Ehren im Januar 2014 auf dem Marktplatz der Stadt eine Gedenktafel auf.